# Redhill (stacja metra)
Redhill – stacja naziemna Mass Rapid Transit (MRT) w Singapurze, która jest częścią East West Line. 
Na wschód od stacji, linia MRT schodzi pod ziemię.